# Úmonín
Úmonín (německy Aumonin) je obec v okrese Kutná Hora ve Středočeském kraji. Leží asi osm kilometrů jižně od Kutné Hory, téměř na hranici s Krajem Vysočina a Pardubickým krajem. Žije v ní 543 obyvatel. Součástí obce jsou i vesnice Březová, Hájek, Korotice, Lomec a Lomeček.

## Historie
První písemná zmínka o vesnici pochází z roku 1289.
V obci Úmonín (přísl. Hájek, 391 obyvatel, poštovní úřad, telegrafní úřad) byly v roce 1932 evidovány tyto živnosti a obchody: 2 hostince, kolář, kovář, krejčí, obuvník, řezník, obchod se smíšeným zbožím, trafika, velkostatek.
V obci Lomec (přísl. Lomeček, 385 obyvatel, samostatná obec se později stala součástí Úmonína) byly v roce 1932 evidovány tyto živnosti a obchody: 3 hostince, kovář, mlýn, výroba napajedel, obuvník, 2 obchody se smíšeným zbožím, trafika, truhlář.

## Obyvatelstvo
| Rok            | 1869  | 1880  | 1890  | 1900  | 1910  | 1921  | 1930  | 1950 | 1961 | 1970 | 1980 | 1991 | 2001 | 2011 | 2021 |
| -------------- | ----- | ----- | ----- | ----- | ----- | ----- | ----- | ---- | ---- | ---- | ---- | ---- | ---- | ---- | ---- |
| Počet obyvatel | 1 320 | 1 331 | 1 314 | 1 222 | 1 144 | 1 187 | 1 049 | 849  | 749  | 669  | 537  | 497  | 423  | 450  | 495  |
| Počet domů     | 200   | 204   | 206   | 205   | 200   | 206   | 217   | 221  | 202  | 193  | 173  | 182  | 209  | 219  | 241  |

## Obecní správa

### Územněsprávní začlenění
Dějiny územněsprávního začleňování zahrnují období od roku 1850 do současnosti. V chronologickém přehledu je uvedena územně administrativní příslušnost obce v roce, kdy ke změně došlo:
- 1850 země česká, kraj Pardubice, politický i soudní okres Kutná Hora[9]
- 1855 země česká, kraj Čáslav, soudní okres Kutná Hora
- 1868 země česká, kraj Kouřim, politický i soudní okres Kutná Hora
- 1939 země česká, Oberlandrat Kolín, politický i soudní okres Kutná Hora[10]
- 1942 země česká, Oberlandrat Praha, politický i soudní okres Kutná Hora[11]
- 1945 země česká, správní i soudní okres Kutná Hora[12]
- 1949 Pražský kraj, okres Kutná Hora[13]
- 1960 Středočeský kraj, okres Kutná Hora
- 2003 Středočeský kraj, obec s rozšířenou působností Kutná Hora

### Obecní symboly
Znak a vlajka byly obci uděleny rozhodnutím předsedy Poslanecké sněmovny Parlamentu České republiky dne 8. listopadu 2016.

## Doprava
Dopravní síť
- Pozemní komunikace – Do obce vede silnice III. třídy. Ve vzdálenosti 2,5 kilometru lze najet na silnici II/126 Kutná Hora – Zbraslavice – Zruč nad Sázavou.
- Železnice – Železniční trať ani stanice na území obce nejsou. Nejblíže obci je železniční stanice Malešov ve vzdálenosti čtyři kilometry ležící na trati Kutná Hora – Zruč nad Sázavou.

Veřejná doprava 2011
- Autobusová doprava – obcí projížděly příměstské autobusové linky Kutná Hora-Třebětín (v pracovních dnech 5 spojů) a Kutná Hora-Červené Janovice-Zbýšov (v pracovních dnech 5 spojů) (dopravce Veolia Transport Východní Čechy). O víkendu byla obec bez dopravní obsluhy.

## Pamětihodnosti
Úmonínský zámek vznikl přestavbami středověké tvrze. Dochovaná podoba je výsledkem novorenesanční přestavby ve druhé polovině devatenáctého století.

## Osobnosti
- Vavřinec z Březové (asi 1370 – asi 1437), historik a spisovatel
- Marie ImmacuLata Brandejsová (1895–1981), československá dostihová jezdkyně, jediná žena, která zvítězila ve Velké pardubické